# Öjaren, Gästrikland
Öjaren är en sjö i Gävle kommun och Sandvikens kommun i Gästrikland och ingår i Gavleåns huvudavrinningsområde. Sjön är 10 meter djup, har en yta på 19,6 kvadratkilometer och befinner sig 70 meter över havet. Sjön avvattnas av vattendraget Högboån (Säverängsån).
En stor del av Sandvikens dricksvatten tas från en ytvattentäkt i Öjaren.

## Delavrinningsområde
Öjaren ingår i delavrinningsområde (673341-601089) som SMHI kallar för Utloppet av Öjaren. Medelhöjden är 75 meter över havet och ytan är 55,34 kvadratkilometer. Räknas de 18 avrinningsområdena uppströms in blir den ackumulerade arean 171,34 kvadratkilometer. Högboån (Säverängsån) som avvattnar avrinningsområdet har biflödesordning 2, vilket innebär att vattnet flödar genom totalt 2 vattendrag innan det når havet efter 42 kilometer. Avrinningsområdet består mestadels av skog (49 procent) och sankmarker (10 procent). Avrinningsområdet har 20,09 kvadratkilometer vattenytor vilket ger det en sjöprocent på 35,6 procent.